# Rebel Wilson
Rebel Melanie Elizabeth Wilson (ur. 2 marca 1980 w Sydney jako Melanie Elizabeth Bownds) – australijska aktorka sceniczna i filmowa, a także scenarzystka i producentka.

## Życiorys

### Wczesne lata
Ukończyła prawo na University of New South Wales. Później uczęszczała na Australian Theatre for Young People, gdzie uczyła się aktorstwa. Później przeprowadziła się do USA, gdzie kontynuowała naukę.

### Kariera
Swoją karierę aktorską rozpoczęła na deskach teatru Sydney Theatre Company. Na ekranie zadebiutowała w 2003 roku w filmie Fat Pizza. Potem pojawiała się w serialach telewizyjnych. Sławę przyniosła jej rola w filmie komediowym Druhny (2011). Tego samego roku pojawiła się w filmie Kochanie, poznaj moich kumpli. W 2012 roku zagrała w głośnym filmie Pitch Perfect.

### Życie prywatne
W czerwcu 2022 roku aktorka dokonała coming outu i ogłosiła w swoich mediach społecznościowych, że spotyka się z łotewską bizneswoman Ramoną Agrumą. Po siedmiu miesiącach związku Rebel i Ramona zaręczyły się. Ma córkę Royce Lillian Elizabeth Wilson (ur. 2023) narodzoną przez surogatkę. 28 sierpnia 2024 roku para wzięła ślub we Włoszech. 

## Wybrana filmografia
Źródło: Filmweb
- 2003: Fat Pizza
- 2007: Ghost Rider
- 2011: Wieczór panieński (Bachelorette)
- 2011: Kochanie, poznaj moich kumpli (A Few Best Men)
- 2011: Druhny (Bridemaids)
- 2012: Jak urodzić i nie zwariować (What to Expect When You’re Expecting)
- 2012: Trafiony piorunem (Struck by Lightning)
- 2012: Pitch Perfect
- 2013: Sztanga i cash (Pain & Gain)
- 2014: Noc w muzeum: Tajemnica grobowca (Night at the Museum: Secret of the Tomb)
- 2015: Pitch Perfect 2
- 2016: Jak to robią single (How to Be Single)
- 2017: Pitch Perfect 3
- 2019: Jak romantycznie! (Isn't It Romantic)
- 2019: Oszustki (The Hustle)
- 2019: Jojo Rabbit
- 2022: Powrót do liceum